# Mikel Nieve

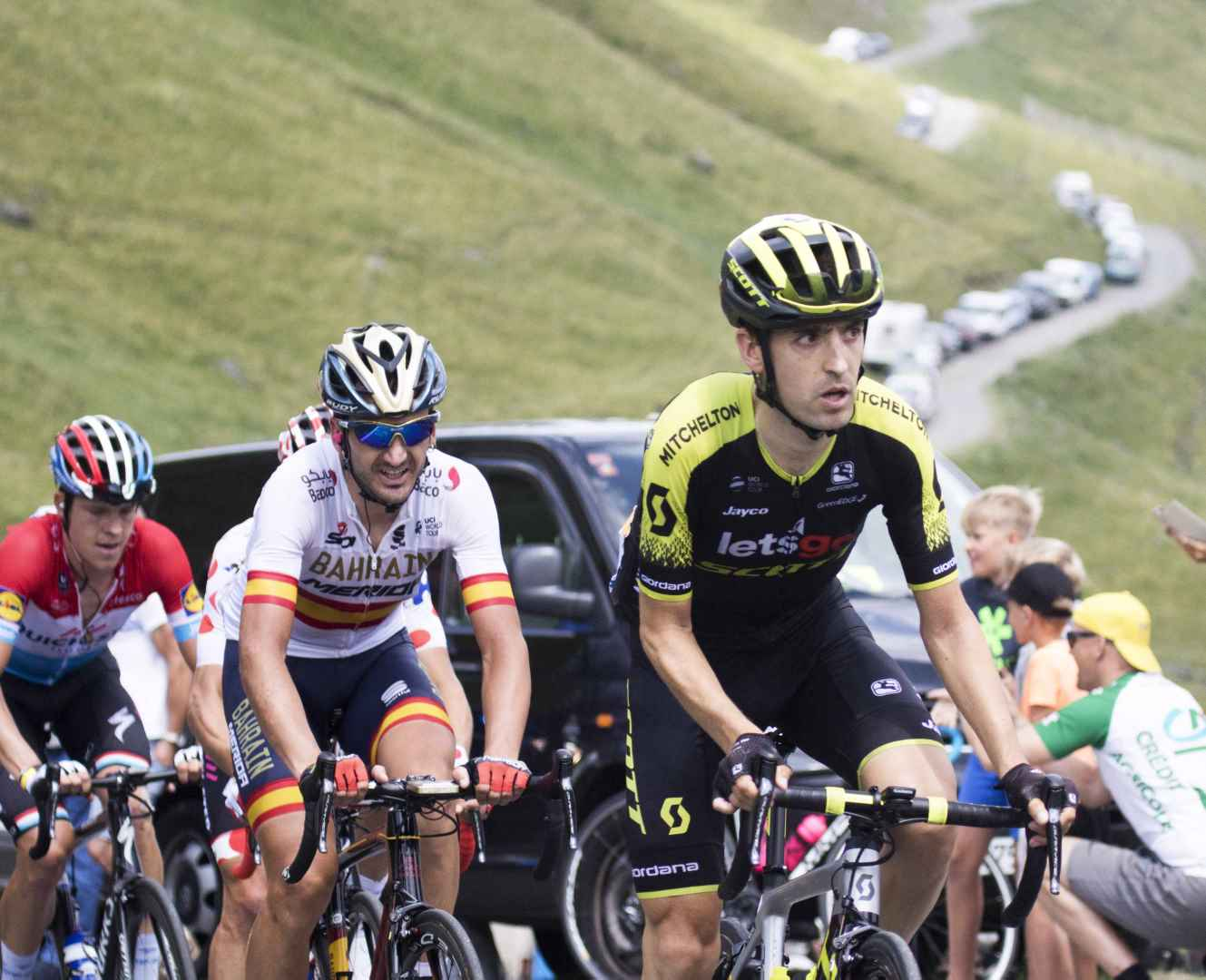
Mikel Nieve (rechts) in der Ausreißergruppe auf der 19. Etappe der Tour de France 2018

Mikel Nieve Iturralde (* 26. Mai 1984 in Leitza, Navarra) ist ein ehemaliger spanischer Radrennfahrer und aktuell Sportlicher Leiter.

## Karriere
Nieve schloss sich 2008 dem spanischen Continental Team Orbea an. Im ersten Jahr bei dieser Mannschaft belegte er beim spanischen Etappenrennen Cinturó de l’Empordà im Gesamtklassement den dritten Platz.
2009 wechselte er zum UCI ProTeam Euskaltel-Euskadi. Bei der Vuelta a España 2010 sicherte er sich den Etappensieg auf dem bergigen 16. Teilstück. Beim Giro d’Italia 2011 gewann er die Königsetappe im Alleingang und erreichte wie auch bei der Vuelta a España 2011 den 10. Rang in der Gesamtwertung. Im Jahr 2012 erreichte er erneut den 10. Platz beim Giro d’Italia 2012. Bei der Tour de Suisse wurde er Fünfter der Gesamtwertung. In der Saison 2014 gewann er eine Etappe des Critérium du Dauphiné.
Bei der Vuelta a España 2015 übernahm Nieve nach dem Ausstieg des Sky-Kapitäns Chris Froome die Führungsrolle und platzierte sich als Achter erstmals seit 2012 wieder unter den besten Zehn einer dreiwöchigen Landesrundfahrt. Beim Giro d’Italia 2016 gewann er eine Etappe und die Bergwertung.
Zur Saison 2018 wechselte er zum Team Mitchelton-Scott. Beim Giro d’Italia gewann er an seinen 34. Geburtstag die vorletzte Etappe, nachdem er aus einer Fluchtgruppe heraus attackierte und mit einem Vorsprung von 2:16 Minuten auf den Tageszweiten als Solist das Ziel erreichte. Bei der Tour de France wurde er auf der 11. Etappe nach La Rosière 350 Meter vor dem Ziel als letzter Verbliebener aus der Ausreißergruppe von seinem ehemaligen Teamkollegen Geraint Thomas eingeholt und beendete die Etappe schließlich als Fünfter.
Der Etappensieg beim Giro 2018 blieb Nieves letzter zählbarer Erfolg. 2019 bis 2021 nahm er noch jeweils an zwei Grand Tours teil, so dass er auf insgesamt 22 Teilnahmen kommt. Nach vier Jahren verließ er Mitchelton-Scott und fuhr 2022 noch eine Saison für das Team Caja Rural-Seguros RGA. Bei der Lombardei-Rundfahrt, dem letzten Rennen seiner Karriere, stürzte er schwer und musste mit Schlüsselbeinbruch vorzeitig aufgeben.
Nach dem Karriereende wurde Nieve 2023 Sportlicher Leiter beim UCI ProTeam Equipo Kern Pharma.

## Erfolge
2010
- eine Etappe Vuelta a España

2011
- eine Etappe Giro d’Italia

2014
- eine Etappe Critérium du Dauphiné

2016
- eine Etappe und  Bergwertung Giro d’Italia

2018
- eine Etappe Giro d’Italia

## Grand-Tour-Platzierungen
| Grand Tour            | 2010 | 2011 | 2012 | 2013 | 2014 | 2015 | 2016 | 2017 | 2018 | 2019 | 2020 | 2021 | 2022 |
| --------------------- | ---- | ---- | ---- | ---- | ---- | ---- | ---- | ---- | ---- | ---- | ---- | ---- | ---- |
| Giro d’ItaliaGiro     | –    | 10   | 10   | –    | –    | 17   | 25   | –    | 17   | 17   | –    | 25   | –    |
| Tour de FranceTour    | –    | –    | –    | 12   | 18   | –    | 17   | 14   | 23   | –    | DNF  | –    | –    |
| Vuelta a EspañaVuelta | 10   | 10   | –    | 23   | 12   | 8    | –    | 16   | –    | 10   | 13   | 31   | –    |